# Adlwang
Adlwang – gmina w Austrii, w kraju związkowym Górna Austria, w powiecie Steyr-Land, liczy 1745 mieszkańców (1 stycznia 2015).